# Ellen Blight
Pour les articles homonymes, voir Blight.
Ellen Blight, également connue sous le nom d'Helen Bright, est une dompteuse anglaise de fauves, connue sous le nom de « The Lion Queen ».
Agée de 17 ans, elle décède à la suite d'une attaque d'un tigre. Cet accident mortel est à l'origine de la suspension de l'interdiction du domptage au Royaume-Uni.

## Biographie

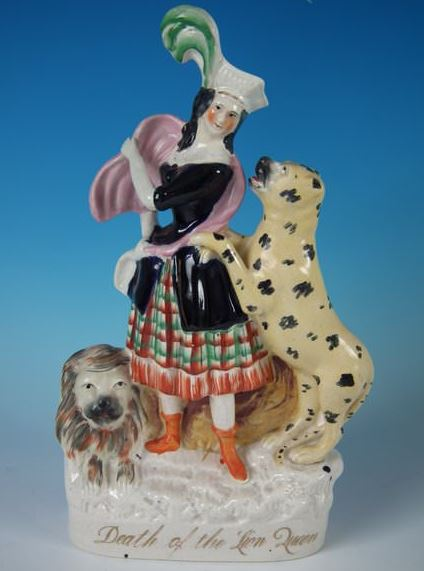
Bibelot daté des environs de 1860.

Selon le Daily News datant du 14 janvier 1850, le soir du 11 janvier 1850, Ellen Bright produit un spectacle public à la ménagerie de George Wombwell. Elle entre à l'intérieur d'une cage avec un lion et un tigre. Le tigre l'attaque et la blesse grièvement. Ellen Blight  décédera quelques instants plus tard.
Ellen  Blight est enterrée à Coventry où elle partage une tombe avec son cousin William Wombwell, tué par un éléphant l'année précédente au sein d'une ménagerie différente. Sa mort est médiatisée à travers la presse nationale qui lui vaut le surnom  "The Lion Queen". Devenue une célébrité posthume, cet événement conduit à l'interdiction des dompteuses de lions durant l'époque victorienne.